# Teatros de verano de Madrid

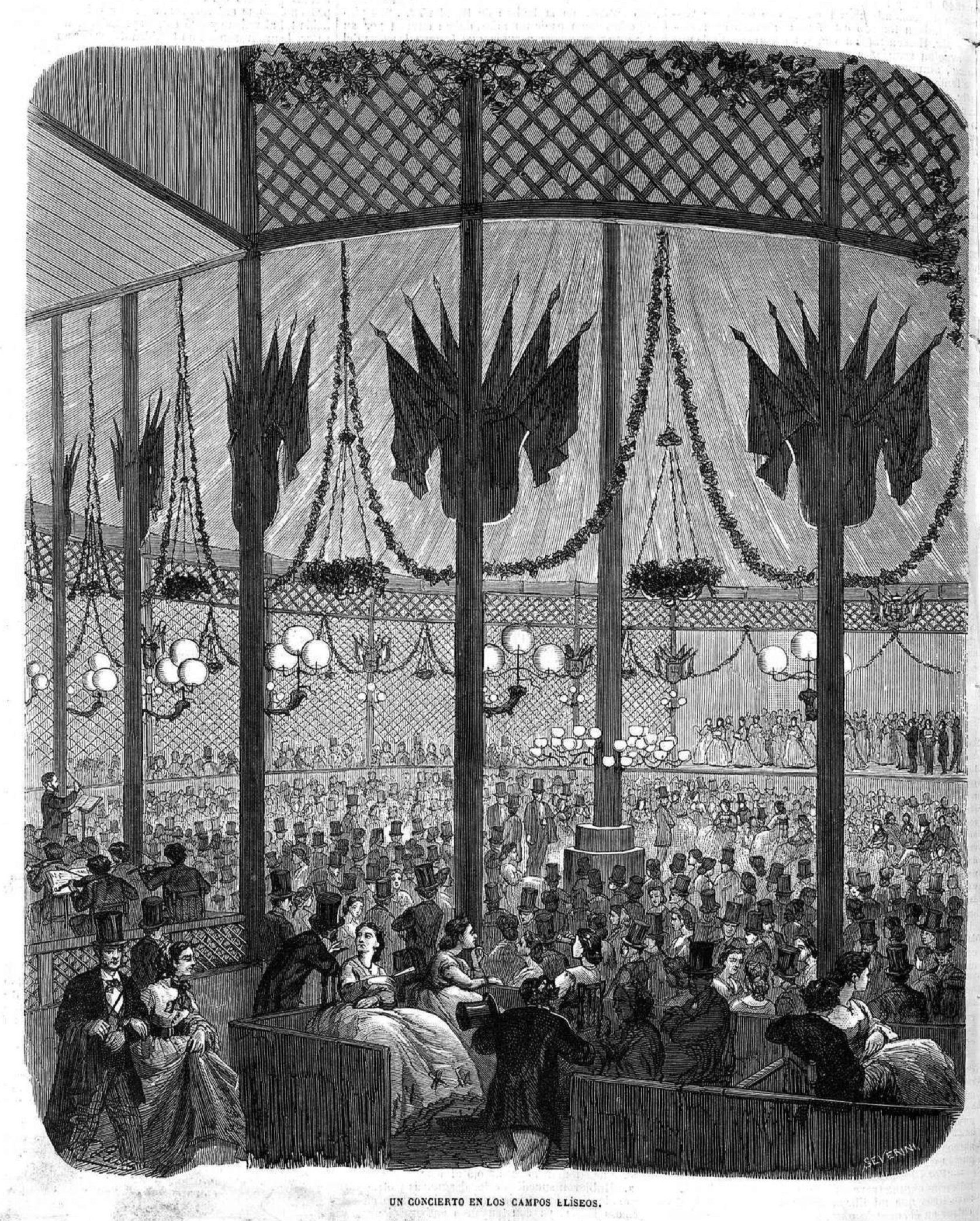
Concierto en los Campos Elíseos de Madrid, ilustración de Severini para la revista El Museo Universal (hacia 1865).

Teatro de verano o Teatro de recreo fueron los nombres que recibieron en el Madrid del siglo XIX y principios del veinte algunos locales muy populares, no siempre al aire libre y en muchos casos con programación durante todo el año y no solo estival. La variedad de géneros y espectáculos ofrecidos compensaron a menudo la escasa calidad y lo efímero de muchos de ellos. En general partieron del modelo francés de teatro de bulevar, y en la capital española se instalaron en muchas ocasiones al aire libre, dentro de conjuntos de recreo como los Jardines del Buen Retiro, donde (en palabras del cronista Serrano Anguita) "por una peseta, se oía la ópera, se paseaba en torno al quiosco de la música y se cotilleaba de lo lindo en tertulias y corrillos". Por su funcionalidad y objetivos, constituyen el puente entre el corral de comedias de los siglos XVI al XVIII o los teatros cortesanos abiertos, como el Real Coliseo del Buen Retiro,  y los modernos auditorios al aire libre de la capital de España.

## Funcionalidad arquitectónica
Pensados en su origen como establecimientos de temporada, funcionando de abril a septiembre, estos teatros provisionales que se instalaron desde mediado el siglo XIX en solares vacíos el resto del año o asociados a parques o conjuntos de recreo, tuvieron la doble propiedad de ser ambulantes y fáciles de montar y desmontar.

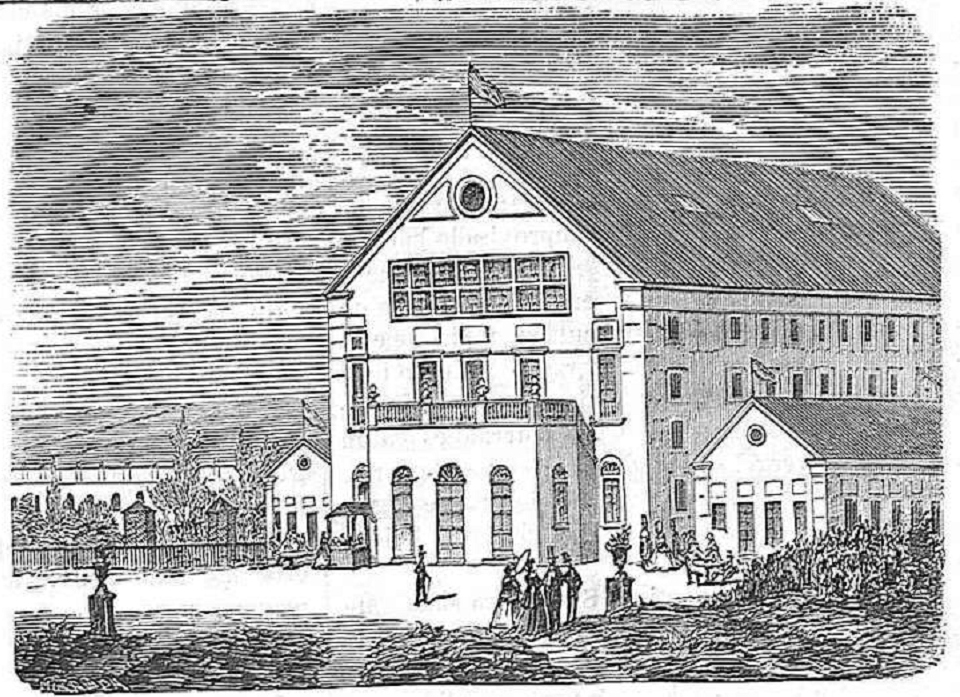
Teatro Rossini, en los Campos Elíseos de Madrid.

Solían ser muy simples en su obra y arquitectura, con un interior que disponía de lo elemental y básico, aunque presentados con fachadas sobrecargadas de reclamos decorativos muy elaborados. En los casos más discretos o de producción más modesta, bastaba en ocasiones con un telón enmarcado en una más o menos alta empalizada realzada apenas con banderas, banderolas y los providenciales faroles de gas, avance traído por el siglo que había conseguido humanizar la ciudad en las calurosas noches del verano madrileño.

## Presencia en la literatura
Además de la ya referida novela de Baroja Las noches del Buen Retiro, muchas de cuyas escenas se desarrollan en el entorno que conformaron el Teatro de los Jardines del Buen Retiro y el Teatro Felipe, con profusa y dispar descripción de tipos y situaciones, otros autores españoles contemporáneos del fenómeno social de los teatros de verano, los incluyeron como escenario más o menos accidental en su obra literaria (Pérez Galdós, Emilia Pardo Bazán, Ramón Gómez de la Serna, Rafael Cansinos-Assens, Carrere o Pérez de Ayala, entre otros muchos).

"Dentro del teatro la luz parecía más blanca, y cuando se rompía el globo de un arco voltaico se veían los dos carbones incandescentes tan brillantes que dejaban a cualquiera medio ciego. Como el público, en su mayoría, era de cierta posición y estaba acostumbrado a oír óperas en el Teatro Real, tomaba aquellas representaciones un poco a chunga".
La noches del Buen Retiro, Pío Baroja

## Principales teatros de verano

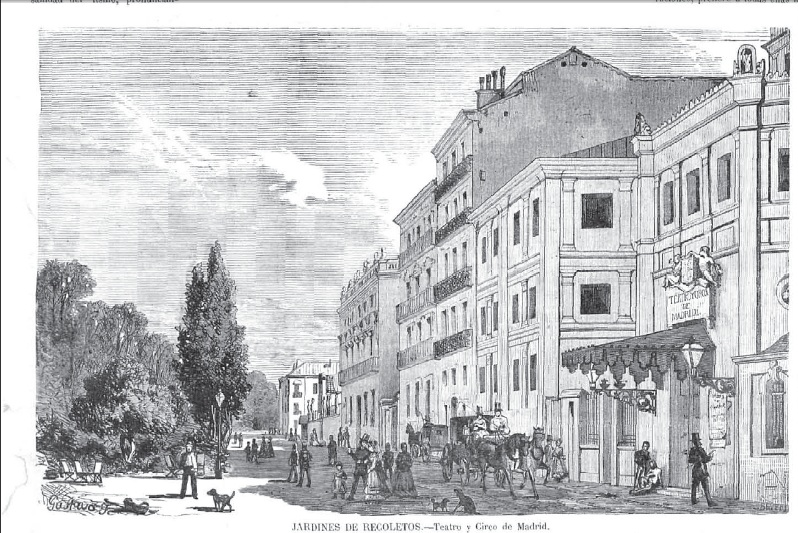
Jardines del paseo de Recoletos de Madrid en 1870. A la derecha, la entrada al Teatro y Circo de Madrid.

En el Madrid del siglo xix y principios del xx —y reuniendo distintos tipos de salas y espectáculos— se pueden agrupar los siguientes locales de recreo veraniego según fueron naciendo:
- Teatro Circo Paul (1847-1880), uno de los primeros en aparecer en la prensa madrileña con el título de "teatro de verano", fue fundado por el caballista, acróbata y empresario Paul Laribeau.[9] Aforo de 400 espectadores (en el edificio de 1868).

- Teatro del Príncipe Alfonso (1863-1898), o Teatro Circo de Rivas en el paseo de Recoletos, también llamado Teatro y Circo de Madrid entre 1870-75. Aforo de 2.500 espectadores.[4]

- Teatro Rossini (1864-), inaugurado el 20 de junio de 1864, dentro del conjunto de atracciones de los Campos Elíseos, al inicio de la calle Velázquez. Aforo de 2.570 espectadores.[10]

- Teatro de los Jardines Orientales (1874-), instalado en el solar que fue jardín del antiguo convento de Santa Teresa, en la calle Barquillo esquina a Fernando VI.[11]

- Teatro Tívoli, teatro ambulante con dos emplazamientos, primero en la plaza de la Lealtad (en el solar que luego ocupó el Hotel Ritz) y, a partir de 1881, en la calle de la Colegiata donde luego se instaló el primer Teatro Romea de Madrid.[12]

- Teatro Madrid (1880-?), en la calle de la Primavera y que luego pasó a llamarse Teatro Barbieri. Aforo de 1.200 espectadores.[11]

- Teatro Recoletos (1882-1887), teatro provisional diseñado por Carlos Velasco, emplazado en la calle de Salustiano Olózaga y pasto de las llamas con apenas cinco años de explotación.[10]

- Teatro Felipe (1885-1898), teatro errante que llegó a pasar por tres emplazamientos, el primero junto a los Jardines del Buen Retiro, al comienzo del paseo del Prado, que en 1892 fue trasladado a la calle Bailén y un año después a la esquina de las calles Álvarez Mendizábal y Altamirano.[13][12][14]

- Teatro Maravillas (1886-), tuvo tres domicilios, todos en el barrio de Malasaña: desde 1887 en la conjunción de las calles Sandoval, Ruíz y Fuencarral; en 1891, con proyecto de Celestino Aranguren en la calle Felipe IV y en la calle Manuela Malasaña —con vuelta a la de San Andrés—, ya como teatro estable proyectado por Alfonso María Vega, a partir de 1918.[15]

- Circo Colón (1889-), estuvo instalado en Alonso Martínez, según proyecto del arquitecto Emilio Muñoz.[16]

- Teatro El Dorado (1897-1903), seis años duró este elegante teatro provisional diseñado por José López Sallaberry en el límite de los terrenos que ocupó el Buen Retiro. Fue destruido por un incendio.[17]

- Nuevo Teatro (1905-), levantado por el arquitecto Arturo Pérez Merino en la calle de Sagasta esquina a Álvarez Quintero. Aforo de 1.800 espectadores.[17]

- Teatro Ideal Polistilo, reinstalado en 1906 en el número 28 de la calle Villanueva, en el barrio de Salamanca,[18], con diseño del arquitecto Eduardo Reynals.[19]

- Teatro de la Ciudad Lineal o Teatro Escuela (1910-1932), integrado en el Parque de Ciudad Lineal que más tarde sería absorbido por los Estudios CEA.[20][21][22]

- Teatro Paraíso (1911-), dentro del homónimo parque de verano emplazado en la calle de Alcalá esquina a Hermosilla.[20]

- Teatro de Verano (1923-), construido en la plaza de Antón Martín con un proyecto de Gustavo Fernández Balbuena. Aforo de 1.500 espectadores.[23]

- Circo Reina Victoria (1916-), en la calle de Atocha, esquina a Paseo de Tragineros, fue diseñado por Vicente García Cabrera en 1916.[19]

- Magic-Park (1913-1918), situado en la calle Ferraz n.º 35, que fue relevado en el mismo espacio por otro parque de recreos, el Saturno Park (1919-1924).[24][19]

- Teatro Bretón, instalado en la calle Fuencarral, programó teatro por horas durante una sola temporada.[25]

- Teatro de los Recreos Matritenses, también en la calle Fuencarral, junto a la Plaza de Barceló. Fue destruido por un incendio.[19]

- Teatro Iris o Teatro de la Gran Vía (1935-), abierto en la Gran Vía, quizá uno de los últimos teatros estivales de recreo.[11]

- Teatro Álvarez Quintero en la calle de San Bernardo y que acabó convertido en el Cinema X.[25]

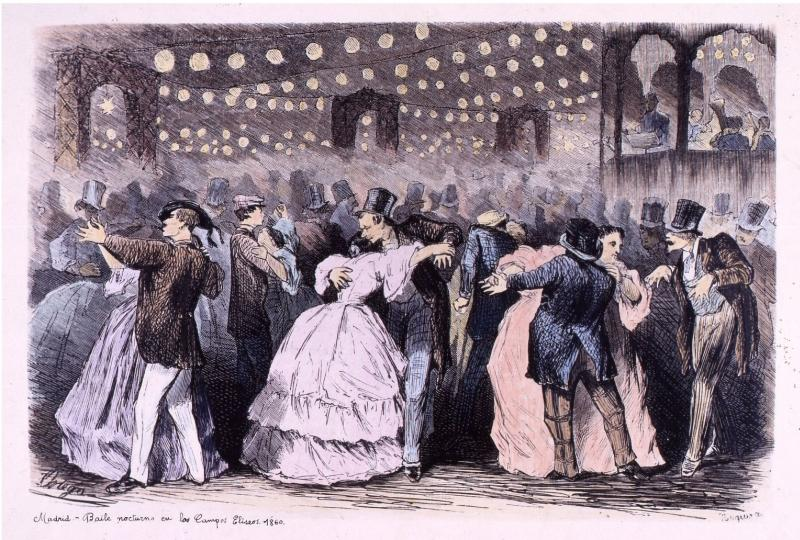
Baile de Carnaval en el recinto de verano de los Campos Elíseos de Madrid, abierto en 1864; grabado publicado hacia 1865.

Otros teatros de verano que funcionaron en Madrid entre el siglo XIX y el siglo XX fueron: el Recreo de la Castellana, el Teatro Polo Norte, el Cinefluo y los Circos del Hipódromo. También suele adjudicarse categoría de teatro de recreo al Teatro España, nacido como teatro-salón en el número 7 de la Costanilla de San Andrés e integrado entre los vetustos edificios de la Plaza de la Paja, con baile habitual y teatro los fines de semana.